# Délégué syndical en France
Pour les articles homonymes, voir DS.
En France, dans une entreprise ou un établissement de plus de 50 salariés, le délégué syndical est un salarié désigné par un syndicat représentatif, qui a pour fonction de représenter cette organisation et de négocier des accords collectifs. Dans les structures de plus petite taille, un délégué du personnel peut être désigné délégué syndical. Il bénéficie d'une protection administrative contre le licenciement.

## Désignation

### Conditions pour le salarié
Pour être désigné délégué syndical, il doit :
1. être âgé de 18 ans minimum ;
2. travailler dans l'entreprise depuis au moins un an[2] ;
3. jouir pleinement de ses droits civiques.

L'ancienneté peut être atteinte par le cumul de plusieurs contrats successifs et distincts (sauf convention de stage).
Depuis août 2008, dans les entreprises de plus de 50 salariés, le délégué syndical doit prouver sa représentativité par ses propres résultats aux élections professionnelles.

### Conditions dans l’entreprise

#### Structures de moins de 50 salariés
Dans les établissements de cette taille, les syndicats représentatifs à ce niveau peuvent désigner, pour la durée de son mandat, un délégué du personnel comme délégué syndical.

#### Entreprises ou établissements de 50 salariés et plus
Depuis la parution de la loi du 20 août 2008 « portant rénovation de la démocratie sociale et réforme du temps de travail », le Code du travail dispose que « Chaque organisation syndicale représentative dans l'entreprise ou l'établissement de cinquante salariés ou plus, qui constitue une section syndicale, désigne parmi les candidats aux élections professionnelles qui ont recueilli au moins 10 % des suffrages exprimés au premier tour des dernières élections au comité d'entreprise ou de la délégation unique du personnel ou des délégués du personnel, quel que soit le nombre de votants, dans les limites fixées à l'article L. 2143-12, un ou plusieurs délégués syndicaux pour la représenter auprès de l'employeur. »
Ce texte récent introduit deux nouveautés majeures par rapport à la législation antérieure :
- le syndicat doit être représentatif dans la structure concernée (l'entreprise ou l'établissement). L'affiliation du syndicat à l'une des 5 centrales syndicales historiques ne suffit plus.
- le salarié doit avoir été candidat à une élection professionnelle et avoir recueilli un pourcentage minimum de voix. Il n'est plus possible de disposer d'un mandat sans avoir prouvé sa représentativité par les urnes.

Les règles de détermination de la représentativité dans l'entreprise reposant, depuis le 21 août 2008, notamment sur l'audience électorale, le score au premier tour du salarié peut déterminer conjointement sa faculté à être désigné délégué syndical et la représentativité de l'organisation dont il « porte les couleurs ».

##### Délégué syndical central
Pour la désignation du délégué syndical central (DSC) dans les entreprises de plus de 2 000 salariés, comportant au moins deux établissements de 50 salariés ou plus, le seuil de 10 % applicable à l'organisation est calculé en additionnant les suffrages de l'ensemble des établissements compris dans ces entreprises. 
Dans les entreprises de moins de 2 000 salariés, le DSC est nommé parmi les DS, il doit donc avoir recueilli au moins 10 % des suffrages exprimés au premier tour à une élection professionnelle. En revanche, dans les entreprises de plus de 2 000 salariés, bien que le texte soit ambigu, ce DS central est librement désigné par les organisations syndicales représentatives. En effet, un amendement sénatorial validé par la commission mixte paritaire a expressément supprimé l'obligation d'avoir recueilli 10 % des suffrages sur son nom pour le DSC lors de l'adoption du texte définitif.

##### Unité économique et sociale
Des DS communs à plusieurs entreprises peuvent être désignés lorsque celles-ci constituent une Unité économique et sociale (UES).

##### Section syndicale
Seuls les syndicats qui ont constitué une Section syndicale d’entreprise (SSE) dans l'entreprise peuvent désigner un ou plusieurs délégués. Mais antérieurement au texte de la loi de 2008, la jurisprudence considérait que la seule désignation d’un Délégué Syndical suffisait pour établir l’existence présumée d’une SSE. Depuis la réforme de 2008, l'existence préalable de la section syndicale est une condition de désignation d'un délégué syndical, et la jurisprudence considère qu'elle doit comporter au moins deux adhérents pour être valablement constituée.
La création d'une section syndicale peut intervenir dans toutes les entreprises, peu importe la forme juridique et les effectifs de l'entreprise. La loi du 27 décembre 1968 n'avait admis la constitution de sections syndicales que lorsque l'entreprise comptait au moins cinquante salariés. Depuis la loi du 20 août 2008, le privilège de la création d'une section syndicale n'est plus réservé aux syndicats représentatifs. Une section peut être créée par tout syndicat régulièrement constitué, dont le champ professionnel et géographique couvre l'entreprise, justifie de plusieurs adhérents parmi les salariés et relève de l'une de ces rubriques : est reconnu représentatif dans l'entreprise ou est affilié à l'une des organisations syndicales représentative au niveau national et interprofessionnel ou bien satisfait aux critères de respect des valeurs républicaines et d'indépendance et est légalement constitué depuis deux ans.
Le représentant de la section syndicale peut également être délégué du personnel, représentant du personnel au comité d'entreprise ou d'établissement et représentant syndical au comité d'entreprise ou d'établissement. Ces fonctions ne sont pas incompatibles.

#### Formalités
Le syndicat représentatif désignant le délégué syndical  doit porter son nom à la connaissance de l'employeur soit par lettre recommandée avec avis de réception, soit par lettre remise contre récépissé. La désignation prend effet à la date de réception par l'employeur du courrier.
Une copie de cette information doit être adressée simultanément à l'Inspection du travail. Les noms du ou des délégués syndicaux doivent être affichés sur des panneaux réservés aux communications syndicales. 
Les contestations sur la désignation des délégués doivent être portées devant le Tribunal Judiciaire dans les quinze jours qui suivent l'accomplissement des formalités.

#### Nombre
Le nombre de DS est fonction de l'effectif de l'entreprise : 
- de 50 à 999 salariés : 1 DS par section syndicale
- de 1 000 à 1 999 salariés : 2 DS par section syndicale
- de 2 000 à 3 999 salariés : 3 DS par section syndicale
- de 4 000 à 9 999 salariés : 4 DS par section syndicale
- au-delà de 10 000 salariés : 5 DS par section syndicale

Dans les établissements occupant 500 salariés au moins, chaque syndicat peut désigner un délégué supplémentaire  parmi les candidats aux élections professionnelles qui ont recueilli au moins 10 % des suffrages exprimés au premier tour des dernières élections au comité d'entreprise ou des délégués du personnel, quel que soit le nombre de votants : 
- s'il a un ou plusieurs élus au collège ouvriers-employés du comité d'entreprise ;
- s'il a au moins un élu dans l'un des deux autres collèges.

Un délégué syndical central peut être désigné dans les entreprises qui comptent au moins deux établissements de cinquante salariés chacun. 
Le délégué syndical central peut être distinct des délégués syndicaux dans les entreprises d'au moins deux mille salariés. En revanche, il doit être choisi parmi les délégués syndicaux dans les entreprises de moins de deux mille salariés.

## Cumuls
Les fonctions de délégué syndical sont compatibles avec celles :
- de délégué du personnel ;
- de représentant du personnel au comité d'entreprise ou d'établissement ;
- de représentant syndical au comité d'entreprise ou d'établissement.

Par ailleurs, comme l'a confirmé la Cour de cassation, aucun texte ne prohibe le cumul des fonctions de délégué syndical et de membre du comité d'hygiène, de sécurité et des conditions de travail.
S'agissant du cumul des fonctions de délégué syndical et représentant syndical au Comité d'entreprise, il est même expressement prévu par la loi que le Délégué syndical soit, de droit, représentant syndical au comité d'entreprise dans les entreprises de moins de trois cents salariés. Il peut, de la même façon, être représentant syndical au comité d'établissement, dans les établissements appartenant à ces entreprises de moins de 300 salariés. Selon la jurisprudence, cette disposition ne permet pas que, dans ces entreprises, soit désigné comme représentant syndical un salarié autre que le délégué syndical. 
Dans ces mêmes entreprises, le délégué syndical peut être concerné par l'incompatibilité entre le mandat de membre élu du comité d'entreprise et de représentant syndical au comité d'entreprise. 
Selon la jurisprudence, comme il n'existe aucune incompatibilité entre les fonctions de délégué syndical et celle de membre élu du comité d'entreprise, lorsque, dans une entreprise de moins de 300 salariés, le délégué syndical est de droit représentant syndical au comité d'entreprise, l'incompatibilité entre ces deux dernières fonctions a pour seul effet de priver le syndicat d'un représentant syndical au comité d'entreprise

## Compétences
Les délégués syndicaux (DS) sont compétents pour soutenir les revendications des salariés auprès de l’employeur et donc veiller à la modification, voire à l’application dans le sens le plus favorable du droit légal et conventionnel. Le DS peut donc intervenir dans le champ de compétence du délégué du personnel qui veille à l’application de ce droit. 
Les DS sont les interlocuteurs uniques et obligés de l’employeur lors de la négociation annuelle obligatoire.
Les délégués syndicaux peuvent, par ailleurs, représenter des salariés au conseil de prud'hommes, même si ce ou ces salariés ne sont pas affiliés à un syndicat ; même s'ils n'appartiennent pas à la même branche professionnelle ; et ce, sans limite territoriale .

## Fin de mandat
Antérieurement, dans les structures dont l'effectif restait supérieur ou égal à 50 salariés, le mandat ne pouvait prendre fin qu'à l'initiative du salarié ou du syndicat. 
La loi du 20 août 2008 a introduit de nouvelles causes possibles de la fin du mandat, parallèles aux conditions de désignation :
- la perte de représentativité de l'organisation mandatrice ;
- un score inférieur à 10 % au 1er tour lors du renouvellement des élections professionnelles ayant permis la désignation.

D'autre part, selon la Cour de cassation, « le mandat de délégué syndical (prendrait) fin lors du renouvellement des institutions représentatives dans l’entreprise ».
En cas de baisse importante et durable de l'effectif en dessous de 50 salariés (baisse de 10 % pendant au moins 24 mois sur les trois années précédentes de référence), il doit y avoir accord entre l'employeur et les organisations syndicales pour mettre fin au mandat. À défaut d'accord, la décision revient au directeur départemental du travail et de l'emploi.
Pour les entreprises de moins de 50 salariés, la non réélection du délégué du personnel désigné comme délégué syndical lui fait perdre également la seconde fonction.
Enfin, le mandat prend évidemment fin en cas de décès du salarié, de son départ de l'entreprise ou de disparition du syndicat.

## Protection
Le délégué syndical ne peut faire l'objet d'un licenciement qu'après autorisation de l'inspecteur du travail. Cette protection est également effective pendant un laps de temps avant et après l'exercice de la mission.

### Nature de la protection
La protection est instituée pour empêcher l'employeur de se séparer trop facilement d'un salarié investi d'une mission représentative, par nature gênante. Il ne s'agit pas d'une protection absolue : il n'est pas impossible de se séparer d'un délégué ayant commis une faute, ou de rompre le contrat d'un délégué dans le cadre d'un licenciement économique. Mais la procédure de rupture ne doit pas être motivée par le mandat, l'activité du représentant. La particularité par rapport à un salarié classique est que le contrôle est antérieur au licenciement par une autorité administrative et non postérieur par le juge.

### Durée de la protection
Le délégué est protégé pendant l'ensemble de son mandat, de sa désignation par son syndicat à la fin de l'activité (par la démission, le retrait de la fonction par le syndicat ou, depuis août 2008, la perte de la représentativité). Il est encore trop tôt pour appréhender l'effet de la loi « portant rénovation de la démocratie sociale » sur la pérennité des DS en place. 
Un ancien délégué syndical est également protégé durant les douze mois suivant la date de cessation de ses fonctions.
La protection est également accordée aux personnes allant être désignées DS et faisant l'objet d'une procédure de licenciement.